# Lissonotypus tetraspilotus
Lissonotypus tetraspilotus är en skalbaggsart som först beskrevs av White 1853.  Lissonotypus tetraspilotus ingår i släktet Lissonotypus och familjen långhorningar. Inga underarter finns listade i Catalogue of Life.